# Aneela
Aneela, właściwie Anila Mirza (ur. 8 sierpnia 1974 w Frederiksvaerk) – duńska piosenkarka pochodzenia pakistańsko-indyjskiego. 
Aneela swoją muzyczną karierę rozpoczęła w duńskim zespole popowym Toy-Box. Piosenka „Tarzan & Jane” w lutym 1999 roku stała się przebojem na niemieckim rynku.
Później artystka spróbowała swoich sił jako artystka solowa. Nawiązała współpracę z Arashem (który nagrał m.in. hit „Boro Boro”). W lecie 2005 roku nagrała singel „Jaande” (na przykładzie tytułu coveru Baila Maria von Alabina). W październiku 2005 roku piosenka znalazła się na niemieckich listach przebojów.
Z Rebeccą nagrała utwór „Bombay Dreams” do filmu pod Podróż do Bombaju.
Singel „Chori Chori”, także śpiewany w duecie z Arashem, także stał się przebojem. 2 września 2006 roku Aneela i Arash wystąpili razem na niemieckiej wersji The Dome, prezentując „Chori Chori”. Utwór cieszył się dużą popularnością.

## Dyskografia

### Albumy

#### Solowe
- Mahi (2006)

#### Z Toy-Box
- Fantastic (1999)
- Toy Ride (2001)

### Single
- „Bombay Dreams” (& Rebecca)
- „Jaande”

### Z gościnnym udziałem
- „Chori Chori” (Arash)

## Filmografia
- Podróż do Bombaju (2004)